# Лезгинська Вікіпедія
Лезгинська Вікіпедія (лезгин. Лезги Википедия) — розділ Вікіпедії лезгинською мовою. Створена у 2012 році. Лезгинська Вікіпедія станом на 27 березня 2025 року містить 4425 статей, 11 828 зареєстрованих користувачів, 23 активних дописувачів, 3 адміністраторів
. Загальна кількість сторінок в лезгинській Вікіпедії — 14 602, редагувань — 96 720, завантажених файлів — 11
. Глибина (рівень розвитку мовного розділу) лезгинської Вікіпедії середня і становить 35 пунктів
. 

## Історія
- Травень 2011 — створена 100-та стаття[3].
- Жовтень 2012 — створена 1 000-на стаття[3].
- Червень 2014 — створена 2 000-на стаття[4].